# Hucqueliers
Hucqueliers (flämisch: Hukkelaar oder Hukeliers) ist eine französische Gemeinde mit 490 Einwohnern (Stand: 1. Januar 2022) im Département Pas-de-Calais in der Region Hauts-de-France (vor 2016: Nord-Pas-de-Calais). Sie gehört zum Arrondissement Montreuil und zum Kanton Lumbres.

## Geographie
Die Gemeinde Hucqueliers liegt im Artois auf der Wasserscheide zwischen den Füssen Course und Aa, 17 Kilometer ostnordöstlich der Küstenstadt Étaples. Nachbargemeinden von Hucqueliers sind Bourthes im Norden und Nordosten, Wicquinghem im Osten, Maninghem im Südosten, Bimont im Süden sowie Preures im Westen.

## Geschichte
1231 wurde hier die Burg von Hucqueliers durch den Grafen von Boulogne erbaut.

## Bevölkerungsentwicklung
| Jahr                       | 1962 | 1968 | 1975 | 1982 | 1990 | 1999 | 2006 | 2013 | 2022 |
| Einwohner                  | 521  | 555  | 558  | 528  | 539  | 505  | 524  | 523  | 490  |
| Quellen: Cassini und INSEE |      |      |      |      |      |      |      |      |      |

## Sehenswürdigkeiten
- Kirche Saint-André aus dem 15. Jahrhundert
- Schloss
- Herrenhaus La Longeville aus dem 18. Jahrhundert

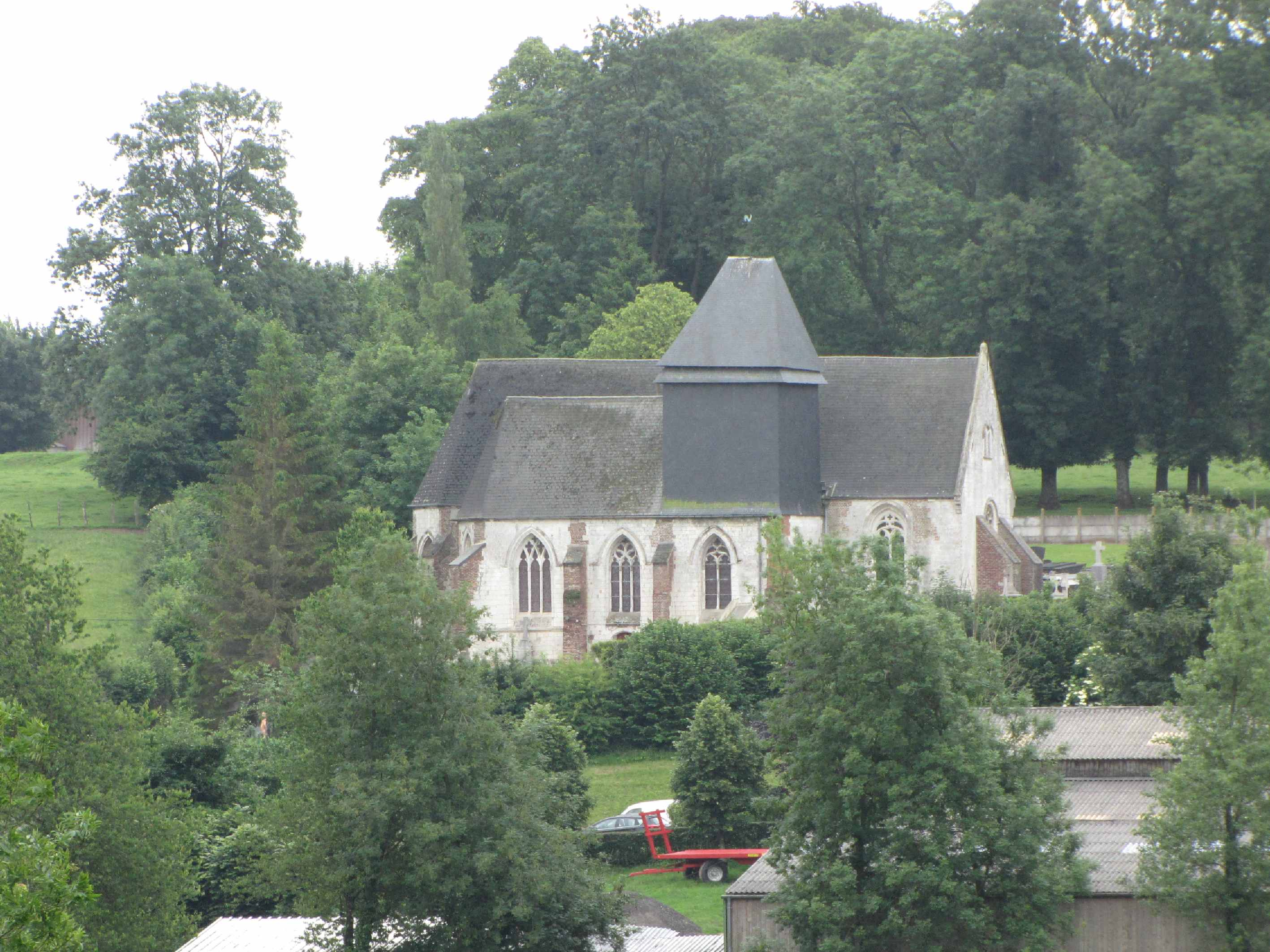
Kirche Saint-André
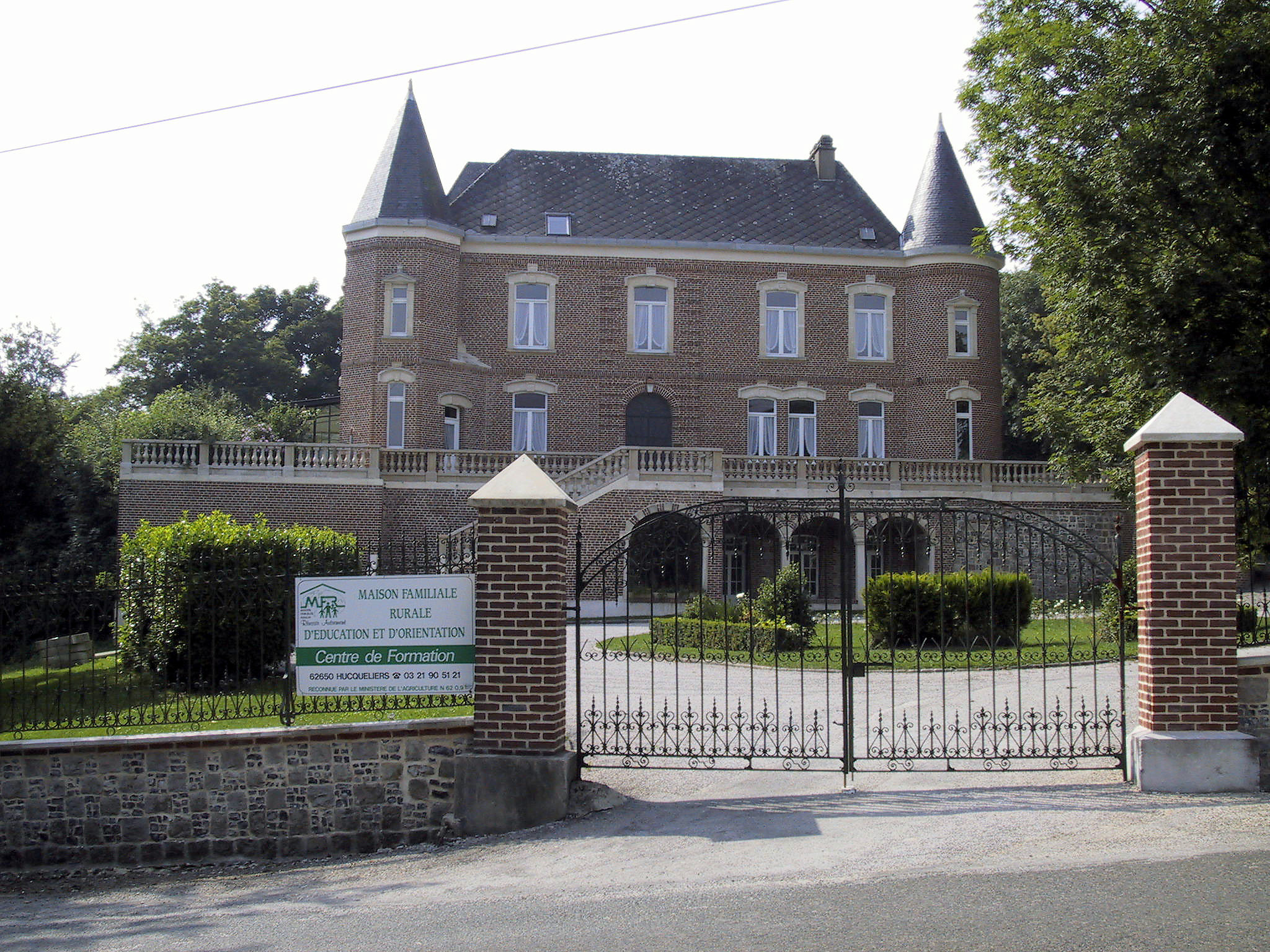
Schloss
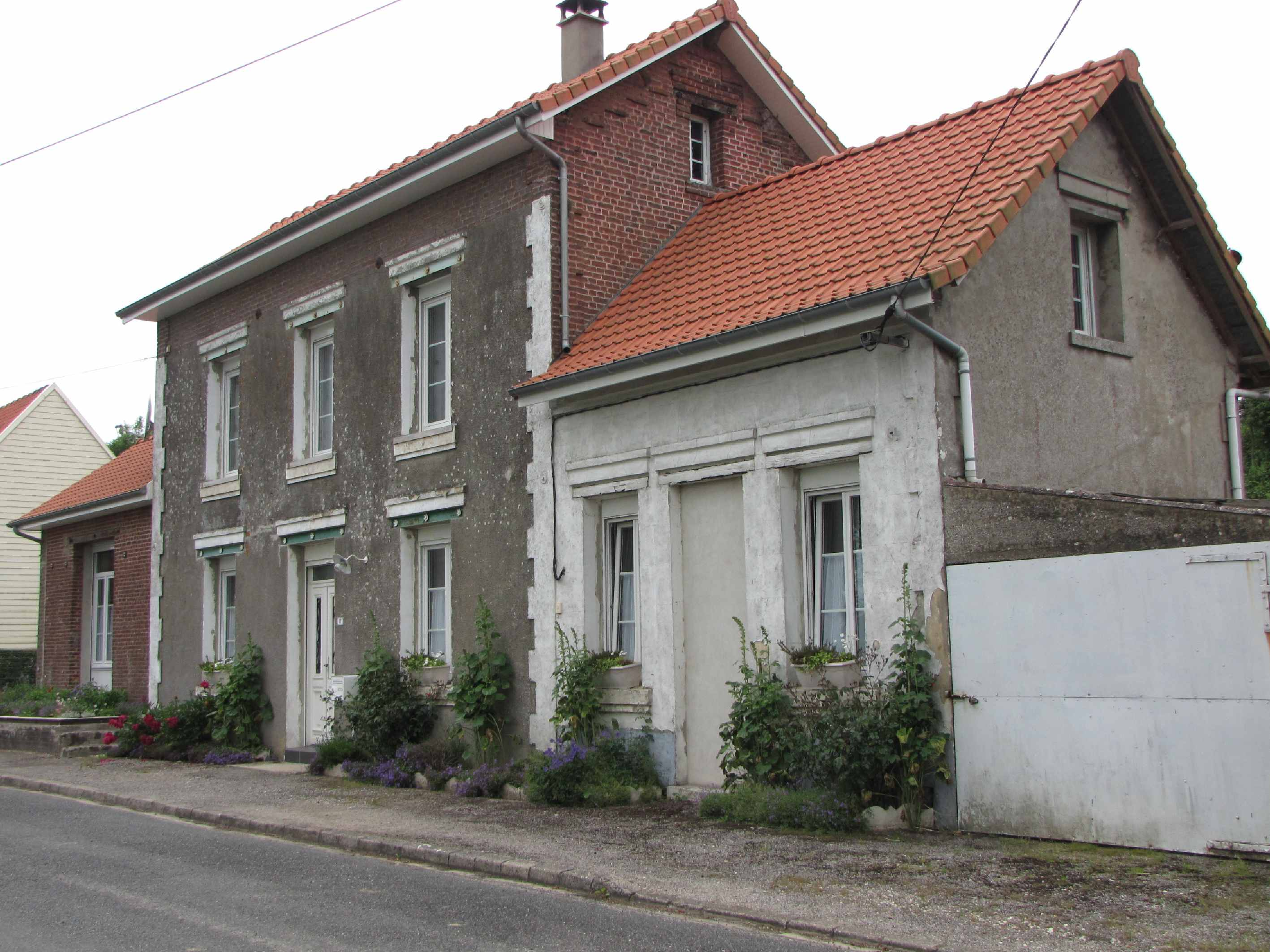
Ehemaliger Bahnhof, heute Wohnhaus
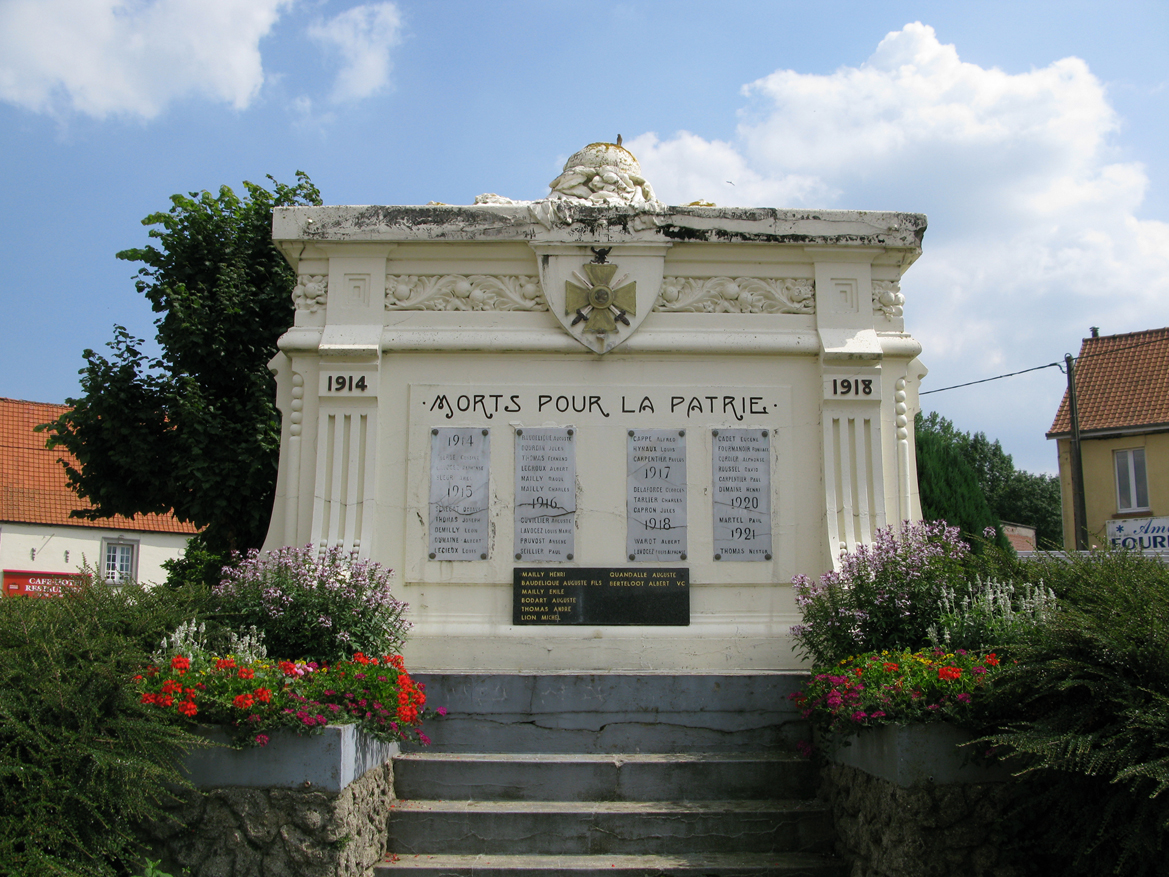
Gefallenendenkmal